# Joaquín Domínguez Bécquer
Joaquín Domínguez Bécquer, né à Séville le 25 septembre 1817 et mort le 26 juillet 1879, est un peintre et lithographe espagnol.

## Biographie
Formé à l'académie royale des beaux-arts de Sainte-isabelle de Hongrie (es), il est chargé par la cour d'Isabelle II des fonctions de gestion du travail pictural effectué lors de la restauration de l'Alcazar de Séville, ce qui lui vaut d'être nommé peintre de cour honoraire et maître de dessin des neveux de la reine.
Important représentant de la peinture de genre de Séville, il représente des scènes bien connues de la ville telles que Place de la Maestranza de Séville, Vue de Séville à partir de la Cruz del Campo et La Feria de Séville. Il peint également des portraits et des sujets historiques mais d'un niveau artistique bien moindre. Son œuvre est représentée au musée des beaux-arts de Séville.
Cousin du peintre de genre José Domínguez Bécquer, il est en conséquence l'oncle de ses enfants, le poète Gustavo Adolfo Bécquer et le peintre Valeriano Domínguez Bécquer.